# Кондусова, Татьяна Уваровна
Татьяна Уваровна Кондусова (20 июня 1937, село Красный Лог, Каширский район, Воронежская область — 24 февраля 2018) — советский передовик производства, доярка колхоза «Золотой колос» Каширского района Воронежской области, полный кавалер ордена Трудовой Славы.

## Биография
Родилась 20 июня 1937 года в многодетной крестьянской семье в селе Красный Лог, Каширский район, Воронежская область, РСФСР, СССР.
Начала свою трудовую деятельность в 1953 году в колхозе «Золотой колос». С 1953 года по 1964 год работала разнорабочей, с 1965 года по 1987 год - дояркой, с 1988 года по 1992 год - кладовщиком колхоза «Золотой колос» т.е. до выхода на заслуженный отдых. Общий трудовой стаж Татьяны Уваровны составляет 40 лет.
Четверть века Татьяна Уваровна посвятила животноводческой отрасли и в своём деле не знала себе равных далеко за пределами родного края. Трудилась день и ночь не покладая рук, не считаясь с личным временем. Его просто не было. Бережно, с любовью обихаживала Татьяна Уваровна каждую бурёнку. Удивительно, но до сей поры она помнит клички и повадки своих питомцев. К каждой у неё был свой индивидуальный подход, исключающий малейшую грубость. А уж с новорождёнными телятами пестовалась, как с малыми детьми. Она никогда не роптала на трудности, а всю себя отдавала труду.
Татьяна Уваровна добивалась 100% стельности коров в группе, за год получала и сохраняла по 100-102% телят. В 1973 году ею был достигнут наивысший надой молока - более 6000 кг от каждой фуражной коровы.
В декабре 1984 года Кондусова Т.У. являлась делегатом съезда потребительской кооперации в Москве, являлась делегатом 17 и 18 съездов ВЦСПС. В 1987 году была избрана членом ВЦСПС.

В 1992 году вышла на пенсию.

## Награды
Награждена орденами Трудовой Славы 1-й, 2-й, 3-й степеней:
3 ст. 14.02.1975 № 26741
2 ст. 23.12.1976 № 785
1 ст. 21.12.1983 № 57
- медалями

Награждена золотой, 2 серебряными и 3 бронзовыми медалями ВДНХ.